# Ривал (король Арморики)
Ривал (брет. Riwal; 472 — ?) — второй сын короля Арморики Будика I.

## Биография
Ривал был младшим братом Мелю. Во время ссоры, он в гневе убил своего брата и стал претендовать на престол Бретани. Наследником короля Мелю был его маленький сын Мелор. Ривал убил бы его тоже, если бы советники не отговорили его от этих намерений. Вместо этого он покалечил ребенка и стал при нём регентом.
Согласно легендам, Мелор соорудил себе бронзовые протезы, и начал готовиться к войне против Ривала. Вскоре до Ривала дошли слухи о молодом принце, и в нём он признал угрозу. Ривал вызвал к себе лорда Кериалтана и предложил ему всю землю, которую он мог видеть с горы Кок (Mount Frugy), если он убьёт Мелора для него. Кериалтан согласился, но его жена бежала с мальчиком к королю Кономору. Ривал послал Кериалтана и его сына, Юстина, за ними. Кериалтан настиг Мелора и отрубил ему голову. Кериалтан принес голову Ривалу, а затем поспешил в свои полученные земли, но внезапно ослеп.
Согласно легенде, Ривал умер, дотронувшись до головы Мелора.
После его смерти некоторые документы указывают на то, что на престол претендовал его старый дядя Эрих.